# Romsey

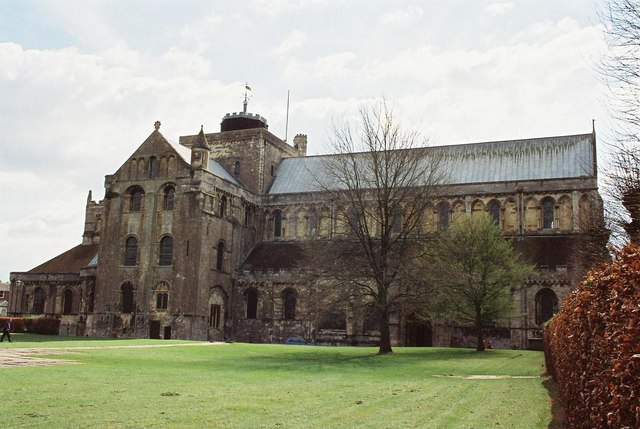
Abteikirche Romsey

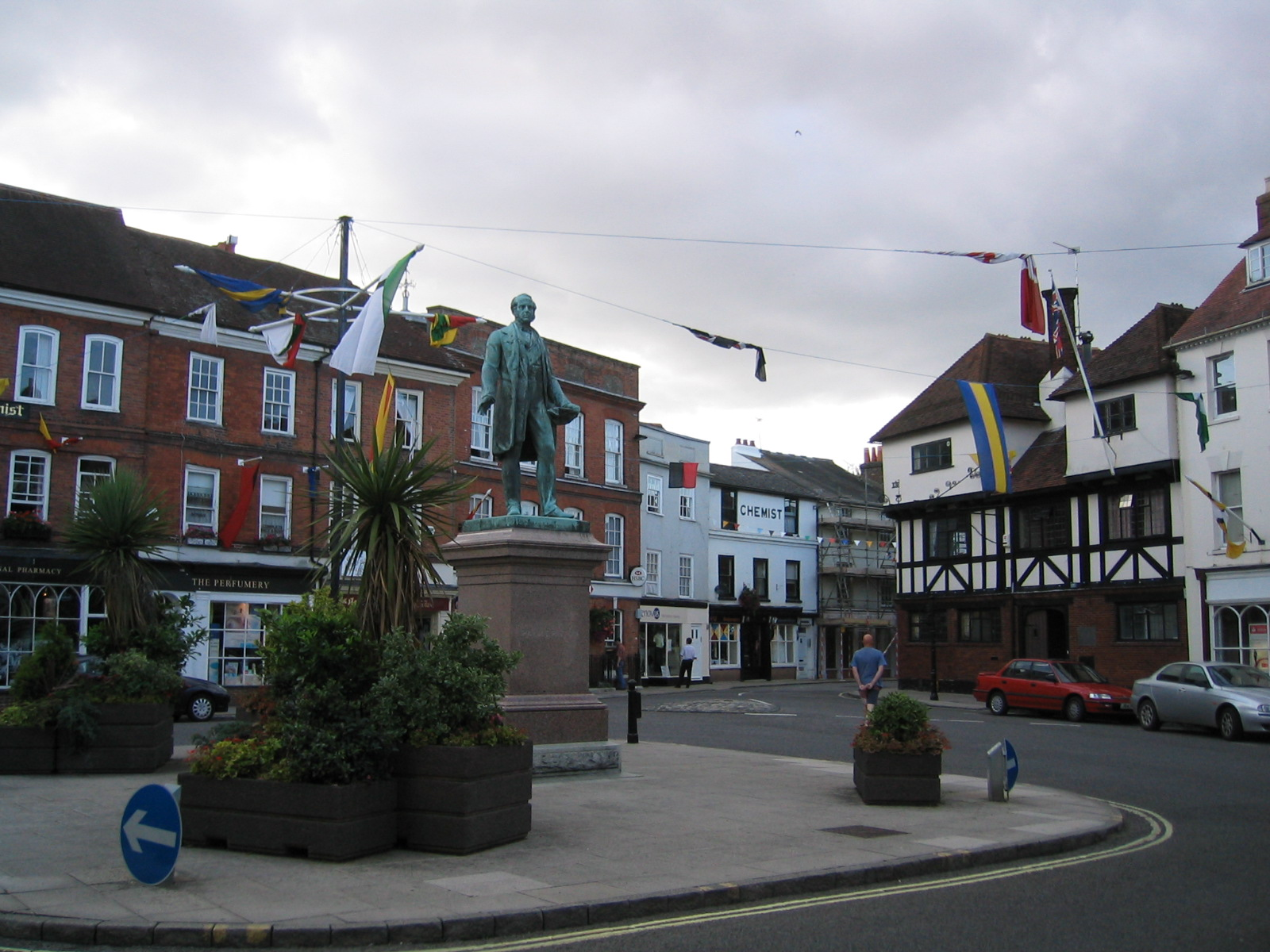
Im Zentrum von Romsey

Romsey ist ein kleiner Markt in der englischen Grafschaft Hampshire. Der Ort liegt 13 Kilometer nordwestlich von Southampton und 18 Kilometer südwestlich von Winchester.
Romsey ist 4,93 Quadratkilometer groß und hat etwa 13.000 Einwohner, liegt am Fluss Test, der unter Forellenanglern bekannt ist, und ist einer der Hauptorte des Test Valley. Das Ortszentrum wird von einer normannischen Abtei, der Romsey Abbey, dominiert.

## Geschichte
Es wird angenommen, dass der Name Romsey von einem Wort Rūm's Eg herrührt und „Rūm's von Sumpf umgebenes Gebiet“, wobei „Rūm“ als Abkürzung eines Eigennamens angesehen wird, zum Beispiel von „Rūmwald“.

### Romsey Abbey
Die spätere Abtei wurde im Jahr 907 von Nonnen unter der Leitung von Elflaeda, der Tochter Eduards des Älteren und Enkelin Alfreds des Großen gegründet. Um 960 wurde die Abtei von König Edgar noch einmal, diesmal als Benediktinerabtei, gegründet. Im Jahr 993 wurde Romsey von Wikingern geplündert, wobei die Kirche abbrannte; jedoch wurde wenige Jahre später mit dem Wiederaufbau, diesmal in Stein begonnen. Die Abtei wurde zur Ausbildungsstätte insbesondere der Kinder des Adels. Außerhalb der Klostermauern etablierte sich ein Markt.
Die heutige den Ort dominierende Abtei wurde zwischen 1120 und 1140 von den Normannen an der Stelle gebaut, an der zuvor die bisherige Kirche der Angelsachsen stand. Um 1240 lebten im Kloster 100 Nonnen.
Infolge der Pest von 1348/49 fiel die Zahl der Nonnen auf 19; die Abtei erholte sich nicht wieder von der Seuche, sie wurde schließlich 1539 von König Heinrich VIII. aufgelöst. Jedoch blieben die Klostergebäude von der Zerstörung verschont, da zu ihnen die Pfarrkirche gehörte. Die Gemeinde erwarb das Kloster 1544 für £100 von der Krone.

### Mittelalter
König Heinrich I. gab dem Ort Romsey, der um die Abtei herum entstand, seine erste Charta, durch die ein sonntäglicher Markt und eine viertägige Messe im Mai gestattet wurde. Im 13. Jahrhundert gestattete König Heinrich III. eine zusätzliche Messe im Oktober. Das Wachstum des Ortes wurde durch die Wollindustrie gefördert, die ihre Produkte nach Southampton lieferte.
Die Entwicklung Romseys brach ab, als die Pest 1348/49 etwa die Hälfte der Bevölkerung tötete, rund 500 Menschen.
Mitte des 16. Jahrhunderts lebten in Romsey wieder etwa 1500 Menschen. Im Jahr 1607 wurde der Ort zum Borough ernannt. 

### Neuzeit
Die Wollindustrie in Romsey überlebte bis in die Mitte des 18. Jahrhunderts, musste dann aber der Konkurrenz aus dem Norden Englands weichen. Die Lücken wurden zum Beispiel durch Brauereien und Papiermanufakturen gefüllt – Branchen, die vom Wasser des Flusses Test lebten.
Ende des 18. Jahrhunderts wurde Romsey durch einen Kanal mit Redbridge an der Mündung des Test, heute ein Ortsteil von Southampton, und Andover verbunden. Bei der Volkszählung von 1801 hatte Romsey 4274 Einwohner – eine beachtliche Zahl verglichen mit Southampton, das gleichzeitig bei 8000 lag. Obwohl Romsey 1847 ans Eisenbahnnetz angeschlossen wurde, ließ das Wachstum nach: 1851 hatte der Ort 5654 Einwohner, 1901 sogar nur noch 5597.

## Städtepartnerschaften
Romsey pflegt Städtepartnerschaften mit
- Treviglio in der Lombardei, Italien
- Battenberg in Hessen, Deutschland
- Paimpol in der Bretagne, Frankreich

## Persönlichkeiten
Außerhalb des Ortes liegt Broadlands, ein großer Landsitz, auf dem der Premierminister Henry John Temple, 3. Viscount Palmerston geboren wurde und später auch lebte. Der Landsitz ging später in den Besitz von Lord Mountbatten of Burma über, der nach seiner Ermordung in der Romsey Abbey begraben wurde. Mountbatten führte den Titel eines „Baron Romsey, of Romsey in the County of Southampton“.
William Petty (1623–1687), Ökonom, Wissenschaftler und Philosoph, wurde in Romsey geboren.
Der erste nicht-weiße britische Premierminister Rishi Sunak wuchs in Romsey auf.

## Nachweise
1. ↑  Romsey Twinning. In: romseytwinning.org.uk. Abgerufen am 14. August 2025 (englisch).

Koordinaten: 50° 59′ N, 1° 30′ W